# گنده‌پلی
گنده‌پلو یکی از روستاهای شهرستان شاهرود در استان سمنان ایران است.
این روستا در دهستان خرقان در بخش بسطام جای دارد. جمعیت روستای گنده‌پلو بر پایه نتایج سرشماری سال ۱۳۸۵ برابر با ۱۳۲ نفر (۳۲ خانوار) بوده است.